# Lista hrabstw w stanie Michigan
Lista hrabstw w stanie Michigan – stan Michigan podzielony jest na 83 hrabstwa (county). Na mniejszym i rzadziej zaludnionym Półwyspie Górnym jest ich piętnaście, natomiast na Półwyspie Dolnym sześćdziesiąt osiem.

## Lista alfabetyczna
| Hrabstwo       | Kod stat. | Siedziba władz           | Rok założenia | Pochodzenie obszaru | Pochodzenie nazwy | Liczba ludności | Powierzchnia [km²] | Położenie na mapie stanu |
| -------------- | --------- | ------------------------ | ------------- | --- | --- | --------------- | ------------------ | ------------------------ |
| Alcona         | 001       | Harrisville              | 1840          | Z Terytorium Michigan do 1843 Hrabstwo Negwegon                                                                                     | Nazwa stworzona przez Henry’ego Schoolcrafta inspirowana językami Indian                                                             | 10 942          | 4639               |                          |
| Alger          | 003       | Munising                 | 1885          | wydzielone z hrabstwa Schoolcraft                                                                                                   | od nazwiska Russell A. Algera, senatora, gubernatora Michigan oraz sekretarza wojny u prezydenta Williama McKinleya                  | 9601            | 13 077             |                          |
| Allegan        | 005       | Allegan                  | 1831          | Wydzielone z hrabstwa Barry oraz terytorium nienależącego do innych hrabstw                                                         | Nazwa stworzona przez Henry’ego Schoolcrafta inspirowana językami Indian                                                             | 111 408         | 4747               |                          |
| Alpena         | 007       | Alpena                   | 1840–1857     | Wydzielone z hrabstwa Mackinac oraz terytorium nienależącego do innych hrabstw. Do 1843 hrabstwo Anamickee                          | Nazwa stworzona przez Henry’ego Schoolcrafta inspirowana językami Indian                                                             | 29 598          | 4390               |                          |
| Antrim         | 009       | Bellaire                 | 1840          | Wydzielone z hrabstwa Mackinac. Do 1843 hrabstwo Meegisee.                                                                          | Od nazwy hrabstwa Antrim w Irlandii Północnej                                                                                        | 23 580          | 1559               |                          |
| Arenac         | 011       | Standish                 | 1831          | Z terytorium nienależącego do innych hrabstw oraz częściowo z hrabstwa Bay                                                          | Nazwa stworzona przez Henry’ego Schoolcrafta inspirowana językami Indian                                                             | 15 899          | 1763               |                          |
| Baraga         | 013       | L’Anse                   | 1875          | Wydzielone z hrabstwa Houghton | Od nazwiska Frederic Baraga, katolickiego misjonarza i biskupa w Sault Ste. Marie                                                    | 8860            | 2768               |                          |
| Barry          | 015       | Hastings                 | 1829          | Z terytorium nienależącego do innych hrabstw.                                                                                       | Od nazwiska Williama T. Barry poczmistrza generalnego w administracji Andrew Jacksona                                                | 59 173          | 1494               |                          |
| Bay            | 017       | Bay City                 | 1857          | Wydzielone z hrabstw Arenac, Midland i Saginaw                                                                                      | Od zatoki Saginaw Bay | 107 771         | 1634               |                          |
| Benzie         | 019       | Beulah                   | 1863          | Wydzielone z hrabstwa Leelanau | Od francuskiej nazwy rzeki Betsie River                                                                                              | 17 525          | 2226               |                          |
| Bibb           | 021       | St. Joseph               | 1829          | Z terytorium nienależącego do innych hrabstw.                                                                                       | Od nazwiska senatora Johna Berriena                                                                                                  | 156 813         | 4096               |                          |
| Branch         | 023       | Coldwater                | 1829          | Z terytorium nienależącego do innych hrabstw.                                                                                       | Od nazwiska Johna Brancha Sekretarza Marynarki Wojennej u prezydenta Andrew Jacksona                                                 | 45 248          | 1345               |                          |
| Calhoun        | 025       | Marshall                 | 1829          | Z terytorium nienależącego do innych hrabstw.                                                                                       | Od nazwiska John C. Calhouna wiceprezydenta prezydenta Andrew Jacksona                                                               | 136 146         | 1861               |                          |
| Cass           | 027       | Cassopolis               | 1829          | Z terytorium nienależącego do innych hrabstw.                                                                                       | Od nazwiska Lewisa Cassa sekretarza wojny u prezydenta Andrew Jacksona                                                               | 52 293          | 1317               |                          |
| Charlevoix     | 029       | Charlevoix               | 1869          | Z terytoriów hrabstw Antrim, Emmet i Otsego                                                                                         | Od nazwiska Pierre Charlevoix francuskiego jezuity i misjonarza                                                                      | 25 949          | 3602               |                          |
| Cheboygan      | 031       | Cheboygan                | 1840          | Wydzielone z terytorium hrabstwa Mackinac                                                                                           | Od nazwy rzeki Cheboygan River | 26 152          | 2293               |                          |
| Chippewa       | 033       | Sault Ste. Marie         | 1827          | Wydzielone z terytorium hrabstwa Mackinac                                                                                           | Od nazwy szczepu Indian Odżibwejów nazywanych także Chippewa                                                                         | 38 520          | 6988               |                          |
| Clare          | 035       | Harrison                 | 1840          | Wydzielone z terytorium nienależącego do innych hrabstw oraz hrabstwa Mackinac. Do 1843 nazywało się Kaykakee County.               | Od nazwy hrabstwa Clare w Irlandii                                                                                                   | 30 926          | 1490               |                          |
| Clinton        | 037       | St. Johns                | 1831          | Z terytorium nienależącego do innych hrabstw.                                                                                       | Od nazwiska DeWitt Clinton, burmistrza Nowego Jorku                                                                                  | 75 382          | 1489               |                          |
| Crawford       | 039       | Grayling                 | 1840          | Wydzielone z terytorium nienależącego do innych hrabstw oraz hrabstwa Mackinac. Do 1843 nazywało się Shawano County.                | Od nazwiska Williama Crawforda bohatera wojny wyzwoleńczej                                                                           | 14 074          | 1459               |                          |
| Delta          | 041       | Escanaba                 | 1843          | Wydzielone z terytorium nienależącego do innych hrabstw oraz hrabstwa Mackinac.                                                     | Od pierwotnego kształtu hrabstwa w kształcie greckiej delty                                                                          | 37 069          | 5159               |                          |
| Dickinson      | 043       | Iron Mountain            | 1891          | Wydzielone z terytorium hrabstw Iron, Marquette i Menominee                                                                         | Od nazwiska Donalda Dickinsona poczmistrza generalnego                                                                               | 26 168          | 2012               |                          |
| Eaton          | 045       | Charlotte                | 1829          | Z Terytorium Michigan | Od nazwiska Johna Eatona sekretarza wojny u prezydenta Andrew Jackson                                                                | 107 759         | 1500               |                          |
| Emmet          | 047       | Petoskey                 | 1840          | Wydzielone z terytorium hrabstwa Mackinac. Do 1843 nazywało się Tonegadana County                                                   | Od nazwiska Roberta Emmeta irlandzkiego bohatera narodowego                                                                          | 32 694          | 2285               |                          |
| Genesee        | 049       | Flint                    | 1835          | Wydzielone z terytorium hrabstw Lapeer, Saginaw i Shiawassee                                                                        | O słów w języku Indian Seneków je-nis-hi-yeh oznaczających piękną dolinę                                                             | 425 790         | 1682               |                          |
| Gladwin        | 051       | Gladwin                  | 1831          | Wydzielone z Terytorium Michigan | Od nazwiska Henry’ego Gladwina dowódcy w czasie powstania Pontiaca                                                                   | 25 692          | 1338               |                          |
| Gogebic        | 053       | Bessemer                 | 1887          | Wydzielone z terytorium hrabstwa Ontonagon                                                                                          | Prawdopodobnie od słowa w języku Odżibwejów oznaczającego skałę                                                                      | 16 427          | 3823               |                          |
| Grand Traverse | 055       | Traverse City            | 1851          | Wydzielone z terytorium hrabstwa Omeena                                                                                             | Od francuskiej nazwy zatoki Grand Traverse Bay                                                                                       | 86 986          | 1557               |                          |
| Gratiot        | 057       | Ithaca                   | 1831          | Utworzone z Terytorium Michigan | Od nazwiska kapitana Charlesa Gratiota budowniczego Port Huron                                                                       | 42 476          | 1472               |                          |
| Hillsdale      | 059       | Hillsdale                | 1829          | Utworzone z Terytorium Michigan | Od charakterystyki terenu składającego się ze wzgórz i dolin (ang. hills and dales)                                                  | 46 688          | 1572,5             |                          |
| Houghton       | 061       | Houghton                 | 1845          | Wydzielone z terytorium hrabstw Marquette, Ontonagon                                                                                | Od nazwiska Douglassa Houghtona geologa, lekarza i pierwszego burmistrza Detroit                                                     | 36 628          | 3889               |                          |
| Huron          | 063       | Bad Axe                  | 1840          | Wydzielone z terytorium hrabstwa Sanilac                                                                                            | Od nazwy jeziora Huron | 33 118          | 5533               |                          |
| Ingham         | 065       | Mason                    | 1838          | Wydzielone z Terytorium Michigan oraz hrabstw Shiawassee, Washtenaw                                                                 | Od nazwiska Samuela Inghama sekretarza skarbu u prezydenta Andrew Jackson                                                            | 280 895         | 1453               |                          |
| Ionia          | 067       | Ionia                    | 1831          | Wydzielone z hrabstwa Mackinac oraz Terytorium Michigan                                                                             | Od nazwy prowincji w starożytnej Grecji                                                                                              | 36 905          | 1502               |                          |
| Iosco          | 069       | Tawas City               | 1840          | Wydzielone z Terytorium Michigan. Do 1843 Kanotin County                                                                            | Nazwa stworzona przez Henry’ego Schoolcrafta inspirowana językami Indian                                                             | 25 887          | 4897               |                          |
| Iron           | 071       | Crystal Falls            | 1885          | Wydzielone z hrabstw Marquette Menominee                                                                                            | Od złóż i kopalni rud żelaza (ang. iron)                                                                                             | 11 817          | 3136               |                          |
| Isabella       | 073       | Mount Pleasant           | 1831          | Wydzielone z hrabstwa Mackinac oraz Terytorium Michigan                                                                             | Od imienia Królowj Izabeli, opiekunki Kolumba                                                                                        | 70 311          | 1497               |                          |
| Jackson        | 075       | Jackson                  | 1832          | Wydzielone z hrabstwa Washtenaw oraz Terytorium Michigan                                                                            | Od nazwiska siódmego prezydenta USA Andrew Jacksona                                                                                  | 160 248         | 1874,6             |                          |
| Kalamazoo      | 077       | Kalamazoo                | 1829          | Wydzielone z Terytorium Michigan | Od nazwy rzeki Kalamazoo River | 250 331         | 1502               |                          |
| Kalkaska       | 079       | Kalkaska                 | 1840          | Wydzielone z hrabstwa Mackinac. Do 1843 nazywało się Wabassee County                                                                | Nazwa stworzona przez Henry’ego Schoolcrafta inspirowana językami Indian                                                             | 17 153          | 1450               |                          |
| Kent           | 081       | Grand Rapids             | 1831          | Wydzielone z hrabstwa Mackinac oraz Terytorium Michigan                                                                             | Od nazwiska Jamesa Kenta, który reprezentował Terytorium Michigan w Wojnie o Toledo                                                  | 602 622         | 2258               |                          |
| Keweenaw       | 083       | Eagle River              | 1861          | Wydzielone z hrabstwa Houghton | Od słowa w języku odżibwe oznaczającego przenoszenie łodzi                                                                           | 2156            | 15 451,8           |                          |
| Lake           | 085       | Baldwin                  | 1840          | Wydzielone z hrabstwa Mackinac. Do 1843 nazywało się Aischum County.                                                                | Na terenie jest wiele jezior (ang. lake) oraz leży w sąsiedztwie Michigan                                                            | 11 539          | 1489               |                          |
| Lapeer         | 087       | Lapeer                   | 1822          | Wydzielone z hrabstw Oakland i St. Clair                                                                                            | Amerykanizacja francuskich słowa la pierre oznaczającego krzemień                                                                    | 88 319          | 1717               |                          |
| Leelanau       | 089       | Suttons Bay Township     | 1840          | Wydzielone z hrabstwa Mackinac | Nazwa stworzona przez Henry’ego Schoolcrafta inspirowana językami Indian                                                             | 21 708          | 6558,9             |                          |
| Lenawee        | 091       | Adrian                   | 1822          | Wydzielone z hrabstwa Monroe | Neologizm Henry’ego Schoolcrafta oparty na słowach z języka Delaware oznaczających człowieka                                         | 99 892          | 1972               |                          |
| Livingston     | 093       | Howell                   | 1836          | Wydzielone z hrabstw Shiawassee i Washtenaw                                                                                         | Od nazwiska Edwarda Livingstona sekretarza stanu w administracji Andrew Jacksona                                                     | 180 967         | 1516               |                          |
| Luce           | 095       | Newberry                 | 1887          | Wydzielone z hrabstw Chippewa i Mackinac                                                                                            | Od nazwiska gubrnatoera Michigan Cyrusa Luce                                                                                         | 6631            | 4952               |                          |
| Mackinac       | 097       | St. Ignace               | 1818          | Wydzielone z hrabstwa Wayne. Do 1937 nazywało się Michilimackinac County.                                                           | Od francuskiej interpretacji indiańskich słów wielki żółw określających Wyspę Mackinac                                               | 11 113          | 5440               |                          |
| Macomb         | 99        | Mount Clemens (Michigan) | 1818          | Wydzielone z hrabstwa Wayne | Od nazwiska generała Alexandra Macomba bohatera wojny brytyjsko-amerykańskiej                                                        | 840 978         | 1476               |                          |
| Manistee       | 101       | Manistee                 | 1840          | Wydzielone z hrabstwa Mackinac | Od nazwy rzeki Manistee River | 24 733          | 3317               |                          |
| Marquette      | 103       | Marquette                | 1843          | Wydzielone z hrabstw Mackinac i Chippewa                                                                                            | Od nazwiska Jacques Marquette, francuskiego jezuity, misjonarza i odkrywcy                                                           | 67 077          | 8871               |                          |
| Mason          | 105       | Ludington                | 1840          | Wydzielone z hrabstwa Mackinac. Do 1843 nosiło nazwę Notipekago County                                                              | Od nazwiska Stevensa Masona, pierwszego gubernatora Michigan                                                                         | 28 705          | 3216               |                          |
| Mecosta        | 107       | Big Rapids               | 1840          | Wydzielone z hrabstw Mackinac i Oceana                                                                                              | Od nazwiska Mecosta, wodza Indian Potawatomi                                                                                         | 42 798          | 1479               |                          |
| Menominee      | 109       | Blue Menominee           | 1861          | Wydzielone z hrabstwa Delta. Do 1863 nosiło nazwę Bleeker County.                                                                   | Od nazwy szczepu Indian Menomini | 24 029          | 3465               |                          |
| Midland        | 111       | Midland                  | 1831          | Wydzielone z hrabstwa Saginaw oraz Terytorium Michigan                                                                              | Od położenia w geograficznym centrum Półwyspu Dolnego)                                                                               | 83 629          | 1368               |                          |
| Missaukee      | 113       | Lake City                | 1840          | Wydzielone z hrabstwa Mackinac | Od nazwiska Missaukee, wodza Indian Ottawów, który podpisał traktaty w 1831 i 1833                                                   | 14 849          | 1486               |                          |
| Forsyth        | 115       | Monroe                   | 1817          | Wydzielone z hrabstwa Wayne | Od nazwiska Jamesa Monroe piątego Prezydenta USA                                                                                     | 152 021         | 1761               |                          |
| Montcalm       | 117       | Stanton                  | 1831          | Wydzielone z hrabstwa Mackinac oraz Terytorium Michigan                                                                             | Od nazwiska Louisa-Josepha de Montcalm, francuskiego dowódcy w Quebecu w okresie wojen z anglikami                                   | 63 342          | 1867               |                          |
| Montmorency    | 119       | Atlanta                  | 1840          | Wydzielone z hrabstwa Mackinac oraz Terytorium Michigan. Do 1843 nosiło nazwę Cheonoquet County.                                    | Od nazwiska Montmorency – rodu szlacheckiego we Francji                                                                              | 9765            | 1456               |                          |
| Muskegon       | 121       | Muskegon                 | 1859          | Wydzielone z hrabstw Oceana i Ottawa                                                                                                | Od nazwy rzeki Muskegon River płynącej w hrabstwie której znaczenie w języku Odżibwejowów oznacza bagienna                           | 172 188         | 3780               |                          |
| Newaygo        | 123       | White Cloud              | 1840          | Wydzielone z hrabstw Mackinac i Oceana                                                                                              | Od nazwiska indiańskiego wodza Odżibwejowów, który podpisał Traktat z Saginaw                                                        | 48 460          | 2231               |                          |
| Oakland        | 125       | Pontiac                  | 1820          | Wydzielone z hrabstwa Macomb | Od rosnących w okolicy okazałych dębów (ang. oak) i orzeszników                                                                      | 1 202 362       | 2352               |                          |
| Oceana         | 127       | Hart                     | 1831          | Wydzielone z hrabstwa Mackinac | Ze względu na sąsiedztwo jeziora Michigan słodkowodnego oceanu                                                                       | 26 570          | 3384               |                          |
| Ogemaw         | 129       | West Branch              | 1873          | Utworzone z Terytorium Michigan. Początkowo przyłączone do hrabstwa Iosco (1867 r.), a następnie wydzielone jako hrabstwo (1873 r.) | Od słowa ogimaa w języku Odżibwejowów, oznaczających wodza                                                                           | 21 699          | 1488               |                          |
| Ontonagon      | 131       | Ontonagon                | 1843          | Wydzielone z hrabstw Chippewa i Mackinac                                                                                            | Od nazwy rzeki Ontonagon River, oznaczających w języku Odżibwejowów talerz lub misa                                                  | 6780            | 9689               |                          |
| Osceola        | 133       | Reed City                | 1840          | Wydzielone z hrabstwa Mackinac. Do 1843 nosiło nazwę Unwattin County.                                                               | Od nazwiska Osceola wodza Seminolów                                                                                                  | 23 528          | 1484               |                          |
| Oscoda         | 135       | Mio                      | 1840          | Wydzielone z hrabstwa Mackinac oraz Terytorium Michigan                                                                             | Nazwa stworzona przez Henry’ego Schoolcrafta inspirowana językami Indian                                                             | 8640            | 8640               |                          |
| Otsego         | 137       | Gaylord                  | 1840          | Wydzielone z hrabstwa Mackinac. Do 1843 nosiło nazwę Okkudo County.                                                                 | Nazwa zaczerpnięta od nazwy hrabstwa Otsego w stanie Nowy Jork                                                                       | 24 164          | 1362               |                          |
| Ottawa         | 139       | Grand Haven              | 1831          | Wydzielone z hrabstwa Mackinac oraz Terytorium Michigan                                                                             | Nazwa pochodzi od nazwy Indian Ottawów                                                                                               | 263 801         | 4227               |                          |
| Presque Isle   | 141       | Rogers City              | 1840          | Wydzielone z hrabstwa Mackinac | Od francuskiego słowa Péninsule (półwysep, dosł. prawie wyspa )                                                                      | 13 376          | 6664               |                          |
| Roscommon      | 143       | Roscommon                | 1840          | Wydzielone z hrabstwa Mackinac oraz Terytorium Michigan. Do 1843 nosiło nazwę Mikenauk County.                                      | Od nazwy hrabstwa Roscommon leżącego w środkowej Irlandii                                                                            | 24 449          | 1502               |                          |
| Saginaw        | 145       | Saginaw                  | 1822          | Wydzielone z hrabstwa Oakland (pierwotnie zatoka Saginaw Bay)                                                                       | Nazwa zaczerpnięta z języka Indian określająca miejsce gdzie żyją Saukowie                                                           | 200 169         | 1501               |                          |
| St. Clair      | 147       | Port Huron               | 1820          | Wydzielone z hrabstwa Macomb | Nazwane na cześć Arthura St. Clair pierwszego gubernatora Terytorium Północno-Zachodniego obejmującego m.in. teren Michigan\|163 040 | 2167            |                    |                          |
| St. Joseph     | 149       | Centreville              | 1829          | Wydzielone z Terytorium Michigan | Od nazwy rzeki St. Joseph River, płynącej przez hrabstwo.                                                                            | 61 295          | 1350               |                          |
| Sanilac        | 151       | Sandusky                 | 1822          | Wydzielone z hrabstwa St. Clair | Od nazwiska wodza Indian Huronów | 43 114          | 4119               |                          |
| Schoolcraft    | 153       | Manistique               | 1843          | Wydzielone z hrabstw Chippewa i Mackinac                                                                                            | Od nazwiska Henry’ego Schoolcrafta amerykańskiego geografa, geologa i etnografa                                                      | 8485            | 4880               |                          |
| Shiawassee     | 155       | Corunna                  | 1822          | Wydzielone z hrabstw St. Clair i Oakland                                                                                            | Od nazwy rzeki Shiawassee River | 70 648          | 1400,5             |                          |
| Tuscola        | 157       | Caro                     | 1840          | Wydzielone z hrabstwa Sanilac | Nazwa stworzona przez Henry’ego Schoolcrafta inspirowana językami Indian                                                             | 55 729          | 2367               |                          |
| Van Buren      | 159       | Paw Paw                  | 1829          | Wydzielone z Terytorium Michigan | Od nazwiska Martin Van Buren, ósmego prezydenta USA                                                                                  | 76 258          | 2824               |                          |
| Washtenaw      | 161       | Ann Arbor                | 1826          | Wydzielone z hrabstw Oakland i Wayne                                                                                                | Od nazwy indiańskiej nazwy rzeki Grand River                                                                                         | 344 791         | 1871               |                          |
| Wayne          | 163       | Detroit                  | 1815          | Wydzielone z Terytorium Michigan, które przejęto w 1807 roku na podstawie Traktatu z Detroit                                        | Od nazwiska Anthony Wayne, generała i polityka (1745–1796)                                                                           | 1 820 584       | 1741               |                          |
| Wexford        | 165       | Cadillac                 | 1840          | Wydzielone z hrabstwa Mackinac. Do roku 1843 nazywało się Kautawaubet County                                                        | Od nazwy irlandzkiego hrabstwa Wexford                                                                                               | 32 735          | 1491               |                          |